# صحنه (ترانه)
«صحنه» (به انگلیسی: The Stage) نام ترانه‌ای از اونجد سون‌فولد، گروه هوی متال آمریکایی است. این آهنگ در تاریخ ۱۳ اکتبر ۲۰۱۶ منتشر شد. ترانه صحنه از آلبوم، صحنه است. این ترانه بهترین ترانه سبک راک در شصتمین مراسم جایزه گرمی می باشد. همچنین مقام دهم در بهترین ترانه های بیلبورد را بدست آورد.